# Jaan Puhvel
Jaan Puhvel (* 24. ledna 1932 Tallinn) je estonsko-americký lingvista, indoevropista, asyriolog a mytolog, žák francouzského strukturalisty George Dumézila. Jeho nejvýznamnějším dílem je stále nedokončený etymologický slovník chetitštiny, vydávaný od roku 1984.

## Život
Společně s rodiči uprchl do Švédska v důsledku sovětské okupace Estonska. Od roku 1949 do roku 1952 studoval na McGillově univerzitě v Montrealu a v letech 1952 až 1954 na Harvardově univerzitě. V letech 1954 a 1955 studoval jako stipendista na pařížské Sorbonně a Uppsalské univerzitě.
Poté působil jako lektor klasických jazyků na McGillově univerzitě a Texaské univerzitě v Austinu. Roku 1959 získal na Harvardově univerzitě titul doktora filosofie. Od roku 1958 vyučoval klasické jazyky a komparativní indoevropistiku na Kalifornské univerzitě v Berkeley, od roku 1964 s titulem profesora. Od roku 1990 je také hostujícím profesorem na Tartuské univerzitě.
Je ženatý s estonskou mikrobioložkou Sirje Madli Puhvel, jeho bratr Martin Puhvel je literární vědec a skandinavista.

## Vyznamenání
- Řád bílé hvězdy III. třídy (Estonsko, 2. února 2001)[1]